# Vojtěch Dlask
Vojtěch Dlask (* 15. ledna 1979 Mladá Boleslav) je český hudební skladatel, dramaturg, hudební publicista, klavírista a pedagog.

## Život
Skladbu studoval od střední školy v Praze u Jiřího Smutného, v letech 2000–2005 u Františka Gregora Emmerta v Brně na Hudební fakultě Janáčkovy akademie múzických umění (titul BcA. v roce 2003, titul MgA. v roce 2005). Doktorské studium absolvoval na téže fakultě pod školitelem Milošem Štědroněm v roce 2009 prací Symbolismus v hudbě. Byl stipendistou Českého hudebního fondu. V roce 2004 strávil svůj stipendijní pobyt v Litvě ve Vilniusu u skladatelů Rytise Mažulise, Osvaldase Balakauskase a Broniuse Kutavičiuse. V roce 2007 absolvoval studijní stáž v Estonsku v Tallinnu u skladatele Tõnu Kõrvitse. V letech 2008–2009 působil jako stážista-pedagog na Akadémii umení v Banskej Bystrici pod vedením skladatele Ladislava Burlase staršího. Dlask se věnuje též hudební dramaturgii a tvorbě pro divadlo. Jako notograf se podílel na vydání druhého dílu Teoretického díla Leoše Janáčka. Byl členem hudební skupiny Koistinen.
Spolupracuje například s Masarykovou univerzitou, Českou televizí, Buranteatrem, Divadlem na Orlí, Slováckým divadlem anebo Českým rozhlasem.

## Výběr z kompozic
- Chorální variace "Erbarm dich mein..." na BWV 721 pro anglický roh, hornu a klavír (2001)
- Vlny podle Karla Miloty, koncertní árie pro 2 ženské hlasy, akordeon a smyčcový kvartet (2003), verze pro smyčce, akordeon a hlas (2018)
- T. S. Eliot - Ash Wednesday II. Komorní kantáta pro dechové kvinteto, dvě harfy a vokální kvarteto na slova T. S. Eliota (2004)
- T. S. Eliot - The Dry Salvages IV, pro sbor (2004)
- Nístěj peci, dvojí symfonické přiložení lopatou do ohně, diptych pro symfonický orchestr a dětský sbor (2005)
- Mrtvolkám u cest, pro housle a klavír, 2007
- Missa parodia scénická kantáta pro dechové kvinteto, tři zpěváky, bicí nástroje, klavír, varhany, kytaru, baskytaru a smyčcové kvarteto na slova Marguerite Duras, Terezie z Ávily, Hermanna Brocha a Roberta Musila (2007)
- Kurví kusy, klavírní cyklus s obligátním barytonovým sólem (2010)
- Za bukem, smyčcový kvartet s altovým sólem na slova Nikose Kazantzakise z románu Poslední utrpení Ježíše Krista (2013)
- Prasklá kde duha se klene..., kantáta pro komorní orchestr a malý sbor na slova Richarda Weinera ze sbírky Mnoho nocí (2014)
- Krapp-Trio, pro hoboj, klarinet, fagot, nahrávku a MIDI na motivy hry Tankreda Dorsta (2016)
- Querelle-Trio, pro hoboj, violoncello a klavír na motivy románu Jeana Geneta (2017)
- Querellovy písně pro hoboj a smyčce (2019)
- Tři palimpsesty pro klavírní kvartet (2020)
- Canticum creaturarum pro vokální kvartet a varhany na slova sv. Františka z Assisi (2021)
- Leguánka, obětinka na verše ze stejnojmenného románu A. M. Ortesové pro klavír, kapelu a smyčce (2024)

## Ocenění
- Kompozice Missa parodia je alternativní kompozicí koncipovanou rovněž jako tři samostatné kantáty, z nichž druhá, Cuartas moradas na text Terezie z Ávily pro alt a komorní orchestr, byla oceněna čestným uznáním v první kategorii 34. ročníku skladatelské soutěže Generace 2008.
- Nominace na Cenu Alfréda Radoka 2012 (Adam Mickiewicz, Vojtěch Dlask: Dziady, režie Michal Zetel, Buranteatr Brno) – 2.–3. místo

## Publikační činnost

### Knihy
- Symbolismus v hudbě, Janáčkova akademie múzických umění v Brně, 2011, ISBN 978-80-7460-010-4

### Hudebně-teoretické práce
- Skladatelské poznámky k ranému dílu Erika Satie. Brno : JAMU, 2003. (čeština)
- Dosavadní symfonické dílo Františka Gregora Emmerta. Brno : JAMU, 2005. (čeština)
- Meze a možnosti hudebního symbolizování, symbolismus v hudbě. Brno : JAMU, 2009. (čeština)
- Milosrdenství jako princip uvolňující zázrak – František Emmert. Opus musicum, leden 2006, čís. 1, s. 48–51. ISSN 0862-8505.
- Schumann, Diotima a rozdělení sfér. Opus musicum, leden 2008, čís. 1, s. 2–4. ISSN 0862-8505.
- Estonská hudba v historické perspektivě. Opus musicum, březen 2008, čís. 2, s. 19–21. ISSN 0862-8505.
- Tõnu Kõrvits. His Voice, září 2010, čís. 5, s. 19–21. ISSN 1213-2438.
- Symfonická tvorba Františka Gregora Emmerta. Opus musicum, prosinec 2015, čís. 6., s. 38–50. ISSN 0862-8505.
- Pobaltská zrcadlení. in Programový katalog Mezinárodního hudebního festivalu Pražské jaro 2016. str. 100-106. ISBN 978-80-7383-465-4.
- Generace MIDI. in Festival Forfest Czech Republic, Duchovní proudy v současném umění 2017, str. 15-20. ISBN 978-80-906293-1-8.
- Hana dramaturgie. in Festival Forfest Czech Republic, Umění a společnost 2019, str. 5-11. ISBN 978-80-906293-8-7.
- Smích sfér Pavla Maria Slezáka části I a II. in Opus musicum číslo 1 a 2, 2023, str. 48-58 a 36-42. ISSN 0862-8505
- Nad texty Josefa Adamíka - avantgarda tehdy a dnes. in Festival Forfest Czech Republic, Specifika vnímání současného umění 2024, Kroměříž, Umělecká iniciativa, ISBN 978-80-908157-3-5, str. 12-23.

### Poezie
- Šankry a rezidua. in Revolver Revue, časopis kulturní sebeobrany, ročník XXXVI, 2021, č. 124, podzim, str. 21-30. ISSN 1210-2881.